# Centro Administrativo Distrital
El Centro Administrativo Distrital (CAD), es un complejo de oficinas ubicado en la ciudad de Bogotá, entre la Avenida NQS, la Avenida El Dorado y Avenida de las Américas, reúne las principales entidades del Gobierno de Bogotá.